# Curtiss P-40
O Curtiss P-40 Warhawk foi um avião monomotor norte-americano, monolugar de asa baixa. Construído completamente em metal como avião de ataque ao solo, voou pela primeira vez em 1938, e foi usado em grande número durante a Segunda Guerra Mundial.
O P-40 resultou de um desenvolvimento da célula do caça P-36 Hawk de modo a se poder alcançar uma produção em massa de aviões sem uma perda significativa de tempo gasto em desenvolvimento.
Quando a produção terminou, em Novembro de 1944, 13 738 P-40s tinham sido produzidos; eles foram usados pelas forças aéreas de 28 países até 1948.
Warhawk foi o nome que o United States Army Air Corps (USAAC) adotou para todos os modelos, fazendo com que todos os P-40 nos EUA tivessem esse nome. As forças aéreas do Império Britânico deram-lhe o nome de Tomahawks aos modelos equivalentes aos P-40B e P-40C, e Kittyhawk aos modelos equivalentes ao P-40E e versões posteriores.
A falta de compressor de dois estágios fez com que o P-40 obtivesse prestações bastante inferiores aos caças da Luftwaffe nos combates a altas altitudes. Por este motivo o P-40 foi pouco usado no teatro de operações do noroeste da Europa. No entanto, entre 1941 e 1944, o P-40 teve um papel crucial com as forças aéreas aliadas em cinco grandes teatros da guerra: China, Mediterrâneo, Sudeste da Ásia, Sudoeste do Pacífico e na Europa Oriental.
O P-40 teve o seu baptismo de fogo com os esquadrões na Força Aérea do Deserto do Império Britânico, em agosto de 1942. A fraca performance a grandes altitudes do P-40 não era crítica no Norte da África e Médio-Oriente, onde a sua capacidade de transporte de bombas, blindagem e grande raio de acção o tornavam muito valioso. O 112º Esquadrão da R.A.F. foi o primeiro a pilotar Tomahawks no Norte da África. Este esquadrão copiou as famosas bocas de tubarão, utilizadas pelos caças-bombardeiros Messerschmitt Me 110 Zerstörer, da Luftwaffe, e a marca foi posteriormente adotada pelos P-40 pertencentes à esquadrilha Tigres voadores na China.

## O P-40 Warhawk na FAB

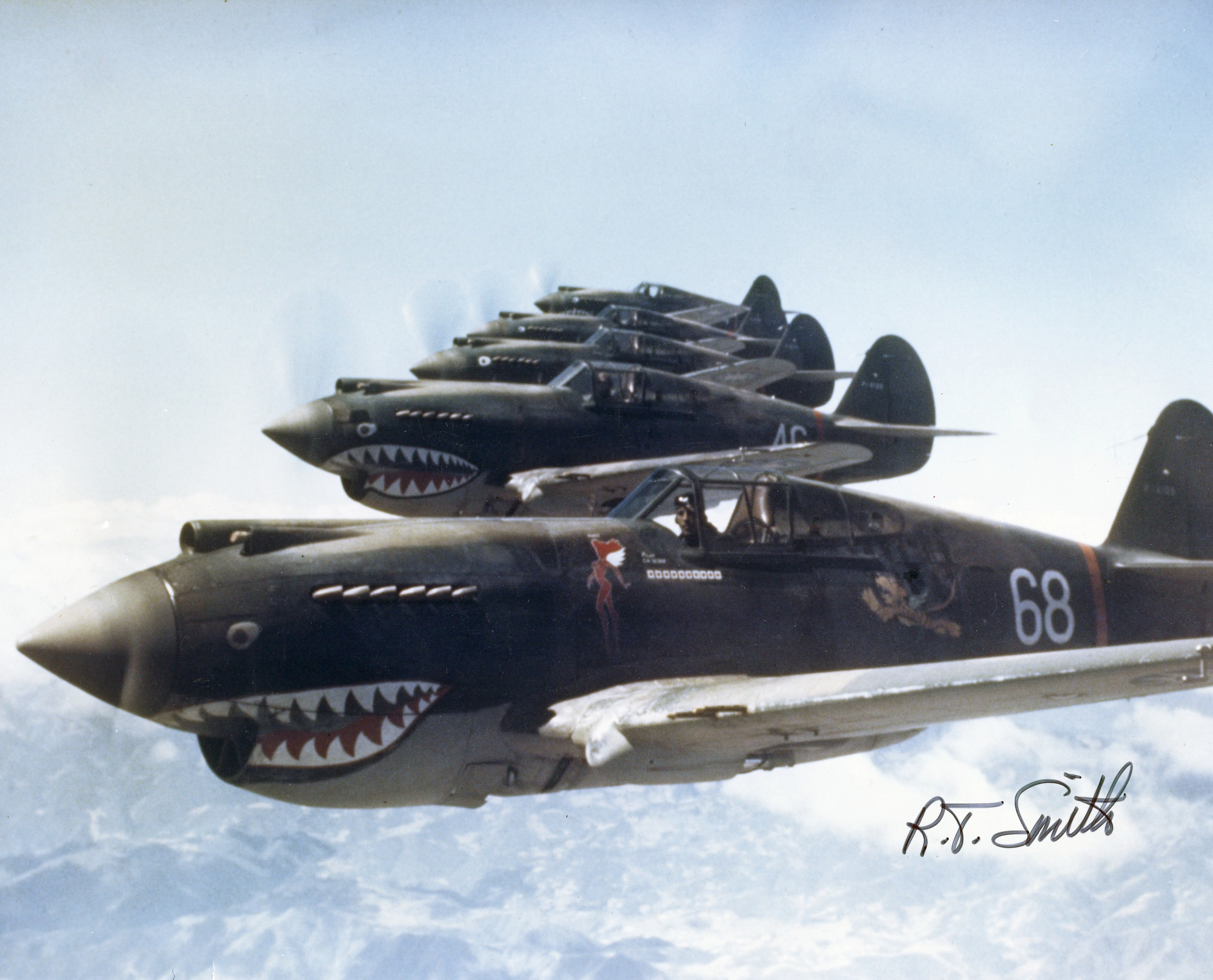
3.º esquadrão dos Tigres Voadores em 28 de maio de 1942.

Empregado entre 1942 e 1954, o P-40 Warhawk foi a primeira aeronave da FAB capaz de realizar missões de caça e defesa aérea no Brasil durante a Segunda Grande Guerra. Com ele a FAB forjou a estrutura da sua Aviação de Caça. Ao término do conflito, todos os P-40 foram concentrados em Canoas, vindo a se tornar sinônimo de 1º/14º Grupo de Aviação – Esquadrão “Pampa”, unidade que teve o privilégio de usar os Warhawks por uma década até a sua desativação.

## Desenvolvimento
O protótipo XP-40 era na realidade um Curtiss P-36 Hawk, com o seu motor radial Pratt & Whitney R-1830 original, substituído por motor Allison V-1710 V-12 com compressor e refrigerado a água. O motor em V não possuía mais potência que o motor radial, mas permitia ao avião ter uma área frontal menor, diminuindo assim a resistência ao ar do avião.

## Desempenho
O P-40 possuía uma boa agilidade, principalmente a altas velocidades. Ele foi um dos caças monoplanos com o menor raio de curva da guerra, apesar de que, a baixas velocidade, não era comparável aos altamente manobráveis caças japoneses, como o A6M Zero e o Ki-43 Oscar.
Os motores Allison V-1710 não eram potentes pelos padrões da época, e a velocidade do P-40 era mediana. O seu desempenho em subida variava entre médio e ruim, consoante o modelo. A aceleração em mergulho era boa, e atingia, a picar velocidades excelentes. No entanto, o compressor de estágio e velocidade único não podia competir com os caças de grande altitude aliados e inimigos mais modernos.
Era uma aeronave bem simples, à qual faltavam algumas inovações sofisticadas como ailerons potencializados e guias automáticas de ponta, mas tinha uma estrutura muito forte, incluindo asas com sete longrinas, que permitiam que o P-40 sobrevivesse a colisões parciais em voo com outros caças inimigos, que foram documentadas (alguns desses casos foram considerados como vitórias pela RAF e pela VVS).
O raio de ação operacional era bom pelos padrões do início da guerra melhor que o do Supermarine Spitfire e do Messerschmitt BF-109, mas inferior ao do A6M Zero, Ki-43 Oscar, e dos posteriores caças P-38 Lightning e P-51 Mustang.
A visibilidade era adequada, mas dificultada pela complexa grelha da carlinga e era completamente bloqueada para a ré do avião.
A péssima visão para o solo e o estreito corpo e trem de aterragem provocaram muitos acidentes no solo.
O P-40 era bem armado e blindado. Ele podia carregar uma carga moderadamente eficaz para ataques ao solo (mas nunca foi equipado com foguetes), era semi-modular o que facilitava a sua manutenção, e tolerava até as piores condições, lutando em qualquer lugar, dos desertos do Norte da África às matas da Nova Guiné, das tórridas Índias Orientais Holandesas, ao clima polar da União Soviética e do Alaska.
O P-40, tal como o Bell P-39 Airacobra, foi considerado inferior por muitos oficiais da Força Aérea, e era malvisto por muitos pilotos aliados no Pacífico. Sua lenta substituição pelo caça P-38 com compressor foi recebida com alegria. No entanto o grosso da luta conduzida pela USAAF durante a fase de maior poder do eixo em 1942-1943 foi suportada pelos P-40s (com os P39), e foram estes dois caças, assim como os F4F Wildcat da Marinha, os quais mais contribuíram entre os modelos americanos para quebrar o poderio aéreo do eixo durante esse período crítico, principalmente no Pacífico. Nesses combates em quase todas as frentes e sob todas as bandeiras aliadas, o P-40 oferecia a vantagem adicional de ser barato, o que o manteve em produção como um caça táctico (ataque ao solo) mesmo quando já era um veículo obsoleto no que respeita à superioridade aérea.
Em teatros de guerra onde a capacidade a grandes altitudes era menos importante, o P-40 provou ser consideravelmente eficaz como caça. Apesar de ter ganho uma reputação pós-guerra de caça medíocre e apenas apto para apoio aéreo próximo, dados mais recentes dos esquadrões aliados indicam que o P-40 trabalhou surpreendentemente bem, às vezes, como caça de superioridade aérea, sofrendo perdas severas, mas abatendo muitos caças inimigos.
Prova da durabilidade do P-40: Em 1944, um modelo chegou a voar mais de 200 milhas (320 quilômetros) depois de perder o aileron esquerdo e 25% da área da asa, e retornou em segurança para a base em Nova Guiné.

## Variantes
| Variante                       | Qtd. Produzida                         |
| ------------------------------ | -------------------------------------- |
| XP-40                          | 1                                      |
| P-40                           | 199                                    |
| P-40A                          | 1                                      |
| Sub-variantes do modelo P-40A  |                                        |
| P-40B ou Tomahawk IIA          | N/D                                    |
| P-40C ou Tomahawk IIB          | N/D                                    |
| P-40D ou Kittyhawk Mk I        | 50                                     |
| P-40E ou P-40E-1               | 6                                      |
| Kittyhawk Mk IA                | N/D                                    |
| P-40F ou P-40L Kittyhawk Mk II | 330                                    |
| Kittyhawk Mk IIA               | 230                                    |
| P-40G RP-40G                   | 43                                     |
| P-40K Kittyhawk Mk III         | N/D                                    |
| P-40M Kittyhawk Mk. III        | N/D                                    |
| P-40N Kittyhawk Mk IV B-40     | 553                                    |
| P-40P                          | 1500                                   |
| XP-40Q                         | N/D                                    |
| P-40R                          | Conversões do P-40F e P-40L            |
| RP-40                          | Conversões do P-40 para Reconhecimento |
| TP-40                          | Conversão de P-40 para treino          |
| Twin P-40                      | 1?                                     |

## Pearl Harbor
Durante o ataque de Pearl Harbor, dois Curtiss P-40 da USAAF conseguiram decolar. As aeronaves eram pilotados por:
- Kenneth M.Taylor - Afirmou que destruiu 4 aeronaves japonesas, no entanto apenas 2 foram confirmadas. Durante o combate ele foi ferido no braço.

- George Welch - Welch conseguiu destruir 3 aeronaves durante o combate.

Os dois pilotos receberam Distinguished Service Cross, pelas ações em combate no dia 7 de dezembro de 1941.